# هنری جی. کایزر
هنری جی. کایزر (انگلیسی: Henry J. Kaiser; ۹ مهٔ ۱۸۸۲ – ۲۴ اوت ۱۹۶۷) صنعتگر، نیکوکار و کارآفرین اهل ایالات متحده آمریکا بود، که در سال ۱۹۴۵ شرکت کایزر پرمننته را تأسیس نمود. وی همچنین بنیانگذار شرکت کایزر موتورز نیز می‌باشد.